# Daniel Du Lac
Daniel du Lac, appelé également du Lac ou Dulac, né le 3 novembre 1976 à Montpellier, est un grimpeur français.

## Biographie
Après des débuts dans les sports de plein air en Lozère avec le ski de fond et le kayak, Daniel du Lac s’oriente vers l’escalade au collège et lycée sport nature de La Chapelle-en-Vercors et de Die. Passionné par l’escalade, et grâce à des prédispositions évidentes, il obtient le titre de champion de France en 1991 et accède ainsi à l’équipe de France.
En 2006 : il voyage au Mali et réalise l'ascension de la Main de Fatma.
En 2012 : il parraine la salle d'escalade de Belcaire (Pays de Sault).
Il ouvre la « Voie du Milieu » (une ligne d’environ 250 mètres, depuis le haut jusqu’à l’eau) d'une arche majeure au cœur de la vallée de Getu, en Chine.
En novembre 2017, Daniel du Lac prend la responsabilité d’entraîneur de l'équipe de France de bloc. En 2020, il escalade l'Aiguille creuse d'Étretat avec Sylvain Tesson,.
En 2021, toujours avec Sylvain Tesson et avec la grimpeuse grecque Fani Kousipetkou, il ouvre une voie nommée « Pour le cœur de Lord Byron » le long de la paroi de Varasova dans le massif de Krionérion, face à Missolonghi.

## Palmarès

### Championnats du monde
- 2001 : champion du monde en cascade de glace

### Coupe du monde d'escalade
- 2004 : 1re place en bloc

### Championnats d'Europe
- 2004 à Lecco,  Italie
  -  Médaille d'or en bloc

### Championnats de France
- Champion de France minime d'escalade en 1991
- Champion en 2004